# Lasza Bughadze

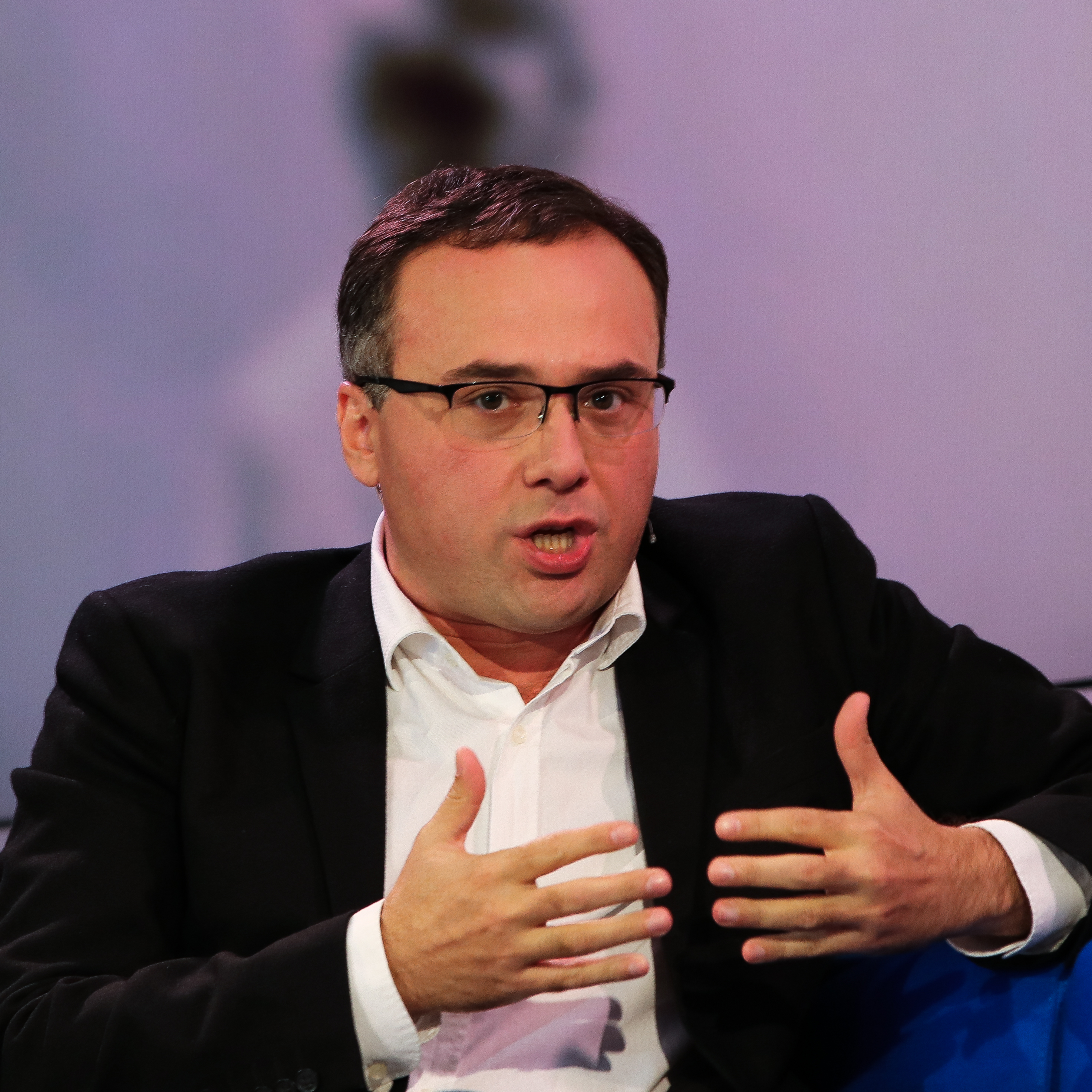
Lasza Bughadze (2018)

Lasza Bughadze (ur. 1977 w Tbilisi) – gruziński prozaik i dramaturg. Pierwszą sztukę napisał w wieku 19 lat.
Jest autorem sztuki, czarnej komedii, Wstrząśnięta Tatiana, która w sposób satyryczny ukazuje bohaterstwo w czasie wojny. Jest także autorem sztuki Martwe uszy. Napisał także książkę Soldier, Love, Bodyguard and ... the President.

## Pierwyj Russkij
Jego opowiadanie Pierwyj Russkij wywołało w Gruzji skandal. Opowiada ono o Juriju Bogolubskim, pierwszym mężu gruzińskiej królowej Tamary (uznanej za świętą katolicką i prawosławną), który zgodnie z zapisami latopisów podejrzewany był o sodomię, zoofilię oraz nekrofilię. Uznano, że Bughadze szarga narodowe symbole i na specjalnym posiedzeniu parlamentu poświęconym opowiadaniu żądano nawet zamknięcia pisma „Wriemia Mira”, a posłowie partii narodowej zwrócili się do patriarchy cerkwi gruzińskiej o obłożenie Laszy Bughadzego anatemą. Pisarz na znak protestu wyjechał z Gruzji na dziesięć dni.